# 둔내초등학교 조항분교
둔내초등학교 조항분교는 대한민국 강원특별자치도 횡성군 둔내면 조항로100번길 11 (조항리)에 있었던 공립 초등학교 분교이다.

## 연혁
- 1953년 9월 30일 영호국민학교 조항분교장 설립인가
- 1957년 2월 25일 조항국민학교 설립인가
- 1958년 3월 18일 제1회 졸업(16명)
- 1968. 7. 1 벽지승인
- 1984. 3. 1 조항분교로 격하
- 1999. 9. 1 둔내초등학교 본교로 흡수, 폐교